# Centrala nucleară de la Kozlodui

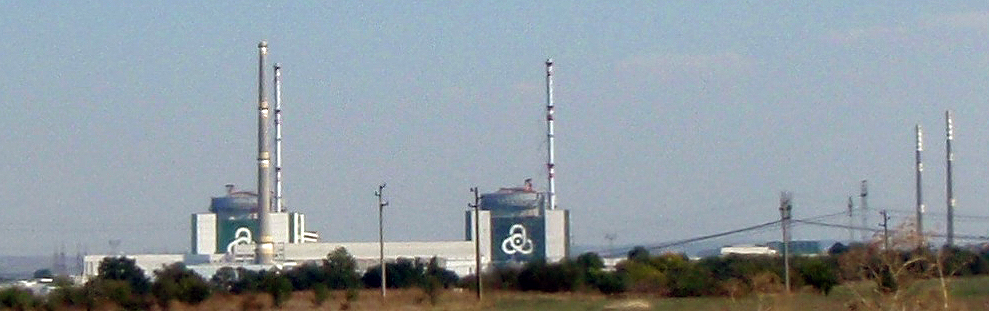
Centrala nucleară de la Kozlodui

Centrala nucleară de la Kozlodui este o centrală nucleară din Bulgaria situată la 120 km nord de Sofia și la 5 km est de Kozlodui, un oraș din apropierea graniței cu România pe Dunăre. Este unica centrală nucleară a țării și cea mai mare din regiune. Construcția primului reactor a început la 6 aprilie 1970.
În prezent centrala operează doi reactoari cu apă sub presiune cu o capacitate totală de 2000 MW. Acești reactori (nr. 5 și 6), dați în exploatare în 1987 și respectiv 1991, sunt de tip VVER-1000. Până în 2017 reactorul 5 va fi modernizat pentru a atinge o capacitate de 1100 MW, modificare care este parte a unui program de prelungire a termenului de exploatare cu 30 de ani. Un al șaptelea reactor de 1000 MW ar putea fi instalat folosind părți din reactorul produs pentru proiectul Belene, care a fost anulat și pentru care Bulgaria deja a plătit 600 mln de euro.
Reactorii mai vechi și mai mici nr. 1-4 au fost dezactivați toți până în 2007.
Centrala Nucleară de la Kozlodui este deținută de compania de stat Bulgarian Energy Holding EAD.

## Reactori
Caracteristicile reactorilor nucleari de la Kozlodui:
| Reactor    | Tip           | Capacitate | Începutul construcției | Operațional din | Oprit  |
| ---------- | ------------- | ---------- | ---------------------- | --------------- | ------ |
| Kozlodui-1 | VVER-440/230  | 440 MW     | 1970                   | 1974            | 2002   |
| Kozlodui-2 | VVER-440/230  | 440 MW     | 1970                   | 1975            | 2002   |
| Kozlodui-3 | VVER-440/230  | 440 MW     | 1973                   | 1980            | 2006   |
| Kozlodui-4 | VVER-440/230  | 440 MW     | 1973                   | 1982            | 2006   |
| Kozlodui-5 | VVER-1000/320 | 1.000 MW   | 1980                   | 1987            | (2018) |
| Kozlodui-6 | VVER-1000/320 | 1.000 MW   | 1982                   | 1991            | (2023) |

## Oprirea unităților 1-4
Centrala Nucleară de la Kozlodui opera anterior patru reactori mai vechi de tipul VVER-440/230, dar în urma unui acord semnat între Comisia Europeană și guvernul bulgar reactorii 1 și 2 au fost scoase din funcțiune la începutul anului 2004. Un raport din 1995 (nepublicat) întocmit de Departamentul pentru Energie al Statelor Unite ar fi enumerat cele două unități într-un ”top 10 cele mai periculoși reactori din lume”. La 10 octombrie 2010 licențele pentru cei doi reactori opriți au fost transferate la DP RAO, compania de stat bulgară pentru deșeurile radioactive, ceea ce a dat oficial startul lucrărilor de dezafectare.
Pe parcursul anilor 1990 și la începutul anilor 2000 reactorii 3 și 4 (care aveau licența să opereze până în 2011 și respectiv 2013) au fost supuși unor îmbunătățiri substanțiale în materie de siguranță și după niște inspecții riguroase au primit avize pozitive din partea Agenției Internaționale pentru Energie Atomică (în 2002) și a Asociației Mondiale a Operatorilor Nucleari (în 2003). Concluzia acestora era ”că nu există motive tehnice pentru oprirea înainte de termen a reactorilor 3 și 4”. Cu ajutorul acestor aprecieri guvernul bulgar spera să convingă Comisia Europeană să permită amânarea închiderii reactorilor, care trebuia să fie realizată înainte de aderarea Bulgariei la Uniunea Europeană. Din punct de vedere legal și politic, însă, aceasta nu a fost fezabil. Reactorii 3 și 4 au fost oprite în ultimele ore ale anului 2006, cu puțin timp înainte de aderarea țării la UE.
În 2001 și 2002, 82 de tone de combustibil nuclear uzat a fost trimis la depozitul geologic de mare adâncime de la Jeleznogorsk, ținutul Krasnoiarsk. Conducerea centralei nucleare și-a anunțat în 2008 intenția de a folosi butoaie de tip COSTOR în acest scop.
Înainte de închiderea reactorilor 3 și 4 Centrala Nucleară de la Kozlodui asigura 44% din producția totală de electricitate a Bulgariei; conform datelor din martie 2006, țara exporta aproximativ 14% din producția sa de electricitate.

### Presiuni pentru reactivare
Pe fondul disputei dintre Ucraina și Rusia în legătură cu livrarea gazelor, președintele bulgar a propus în ianuarie 2009 repornirea reactorului nr. 3, astfel încât să acopere deficitul de energie electrică ivit în regiune. În condițiile Tratatului de Aderare la Uniunea Europeană este stipulat că în primii trei Bulgaria putea solicita o derogare temporară de la angajamentele sale în caz de probleme economice serioase.

## Extindere

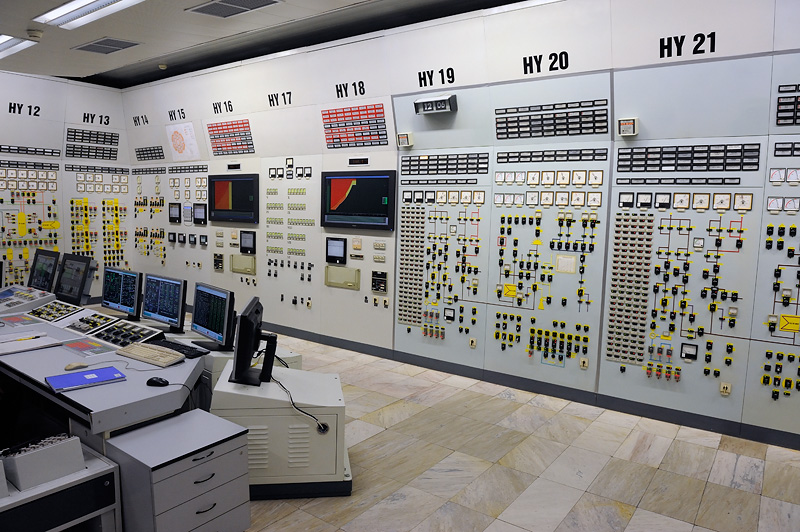
Camera de control a reactorului VVER-1000 în 2009, Unitatea 5

Guvernul bulgar a decis să inițieze construcția unui nou reactor la Kozlodui după ce a renunțat în martie 2012 la ceea ce trebuia să devină a doua centrală nucleară a țării, la Belene. Astfel s-a decis ca reactorul de 1000 MWe deja produs de compania de stat rusă Atomstroyexport pentru Centrala Nucleară de la Belene să fie instalat la Kozlodui.
În octombrie 2013 Ministerul Mediului și Apelor a aprobat raportul de evaluare a impactului unității nr. 7 asupra mediului, dând astfel undă verde proiectului. O lună mai târziu s-a anunțat că dacă Consiliul de Miniștri îi oferă o aprobare definitivă, construcția reactorului ar putea începe în 2019. Compania de stat Bulgarian Energy Holding propune instalarea unei centrale AP1000 de la Westinghouse și negocierile dintre cele două companii deja au început.
Agenția Mediului din Austria a pregătit în 2013 un raport cu privire la Evaluarea Impactului asupra Mediului (EIM) elaborat de ministerul bulgar. Acesta a analizat dacă Raportul EIM permite tragerea unor concluzii serioase asupra unui potențial impact transfrontalier asupra Austriei. Raportul consideră bine întemeiată concluzia bulgarilor că Centrala Nucleară de la Kozlodui este protejată împotriva inundațiilor și că riscul seismic este scăzut (dar semnalează că este necesară reînnoirea studiului asupra riscului seismic deoarece acesta a fost făcut cu 20 de ani în urmă). În același timp au scos în evidență unele concluzii nefondate și greșeli ale raportului EIM bulgar, printre care:
- neajunsuri în analizele de siguranță a reactorilor, inclusiv neglijarea lecțiilor învățate din accidentul de la Fukushima și a utilizării conceptului eliminării practice (pag. 60-61)
- lacune grave în evaluarea impactului evenimentelor externe provocate de om, de exemplu accidente, scurgeri (pag 72-73)
- contrar prevederilor Agenției Internaționale pentru Energie Atomică, raportul EIM nu conține considerații despre formarea undelor de șoc și a impactului lor potențial asupra clădirilor unităților nucleare în cazul unor explozii din afara perimetrului centralei (pag. 73)
- nu există un fundament tehnic inteligibil pentru evaluarea accidentelor cauzate de greșelile de proiect (pag. 84)
- pentru aprecierea impactului transfrontalier asupra Austriei s-au folosit doar trei seturi (scenarii) tipice de condiții meteorologice, fără a aborda posibilitatea condițiilor meteo extreme (pag. 20)[19]

## Galerie

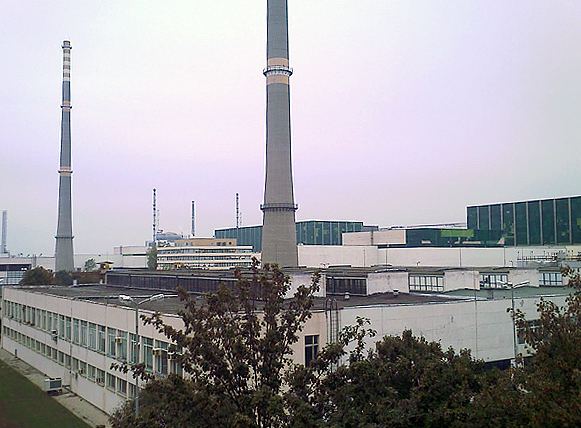
Reactorii nr. 1-4
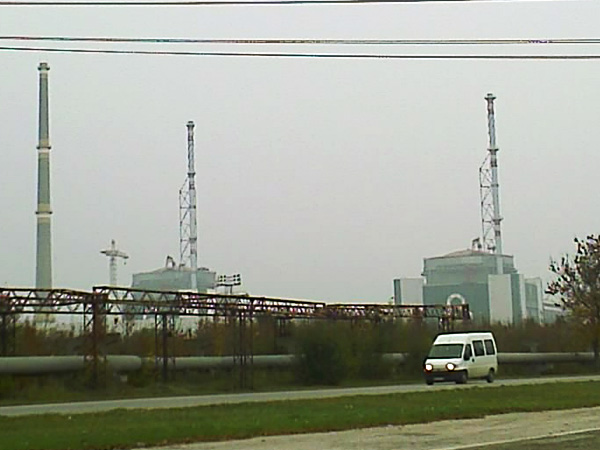
Reactorii nr. 5 și 6
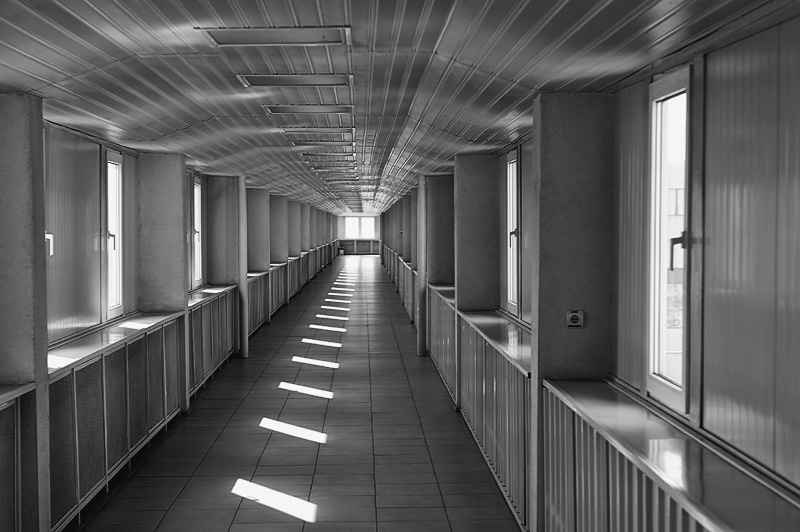
Un coridor care duce spre turbinele reactorului nr. 5
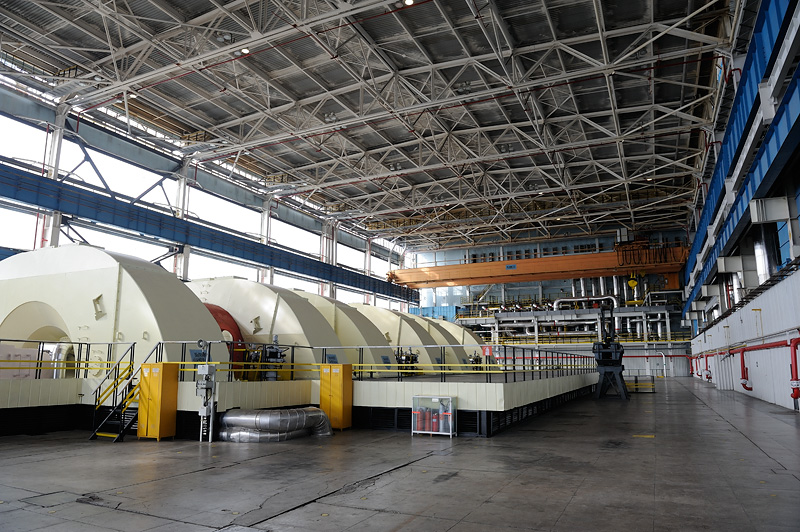
Turbinele reactorului nr. 5

## External links
- en Kozloduy Nuclear Power Plant homepage
- en Bulgaria's Nuclear Regulatory Agency Arhivat în 2 februarie 2006, la Wayback Machine.